# Walking in the Air
Pour l’article homonyme, voir Walking in the Air (chanson de Nightwish).
Walking in the Air est la chanson du dessin animé britannique Le Bonhomme de neige composée par Howard Blake en 1982. 
Peter Auty a prêté sa voix à l'enregistrement original de 1982. Il n'a cependant pas été crédité sur le générique du dessin animé et ce n'est qu'en 2002 que son nom a été cité sur la version remastérisée.

## Reprises
La chanson Walking in the Air a été l'objet de nombreuses reprises :
- En 1998 par le groupe de metal symphonique Nightwish dans leur album Oceanborn.
- En 2002 par Christophe Rezai pour le film Ten de Abbas Kiarostami.
- En 2004 par Chloë Agnew (en) dans son album Walking_in_the_Air_(Chloë_Agnew_album) (en).
- En 2013 par le collectif Raskasta Joulua (en) pour la chanson Heinillä härkien kaukalon.
- En 2015 par l'Orchestre philarmonique de Prague et la Crouch End Festival Chorus
- En 2016 par André Rieu lors d'une fête de noël pour l'album Home for christmas.
- En 2016 par Autoheart sur leur Soundcloud pour Noël.
- En 2017 par Tom Chaplin sur son album Twelve Tales of Christmas (en).
- En 2019 par Aurora sous la forme d'un single.
- En 2019 par Cécile Corbel dans son album Enfant du Vent.
- En 2019 par Sefa sous la forme d'un single.